# Gustavo Colman
Gustavo Colman, né le 19 avril 1985 à Pilar (Argentine), est un footballeur argentin. Il résilie son contrat au début de la saison 2014-2015 le club turc du Trabzonspor. Il signe avec un autre club turc, Sivasspor.

## Biographie
Après deux saisons avec le club belge du Germinal Beerschot Anvers, il signe un contrat de 5 ans avec le club turc du Trabzonspor.

## Carrière
- 2003-2006 :   Chacarita Juniors
- 2006-2008:  Germinal Beerschot Anvers
- 2008-2015 :  Trabzonspor
- 2015- :  Rosario Central